# Пассерано-Марморито
Пассерано-Марморито (італ. Passerano Marmorito, п'єм. Passeiran) — муніципалітет в Італії, у регіоні П'ємонт, провінція Асті.
Пассерано-Марморито розташоване на відстані близько 510 км на північний захід від Рима, 26 км на схід від Турина, 23 км на північний захід від Асті.
Населення — 450 осіб (2014).
Щорічний фестиваль відбувається 29 червня. Покровитель — Петро (апостол).

## Демографія
Населення за роками:

Станом на 1 січня 2023 року в муніципалітеті офіційно проживав 51 іноземець з 11 країн, серед них 26 громадян країн Євросоюзу.

## Сусідні муніципалітети
- Альбуньяно
- Араменго
- Каприльйо
- Кастельнуово-Дон-Боско
- Черрето-д'Асті
- Кокконато
- Піно-д'Асті
- Пьова-Массая

## Міста-побратими
- Бовуазен, Франція (2011)